# Schmalenhofer Bach
| Zuläufe und Bauwerke \| Norrenberger Bach \| Norrenberger Bach \| Norrenberger Bach \| \| ---------------------------- \| ----------------- \| -------------------- \| \| Legende \| \| \| \| Wuppertal \| \| Wuppertal \| \| \| \| \| \| \| \| \| \| Hadberger Siefen \| \| \| \| Gleichener Siefen \| \| \| \| \| \| Scharpenacker Siefen \| \| \| \| \| \| Wuppertal-Oberbarmen–Opladen \| \| \| \| \| \| \| \| \| \| \| \| \| \| \| \| Blombach \| \| \| |  |                      |
| Norrenberger Bach |  |                      |
| Legende |  |                      |
| Wuppertal |  | Wuppertal            |
| |  |                      |
| |  |                      |
| Hadberger Siefen |  |                      |
| Gleichener Siefen |  |                      |
| |  | Scharpenacker Siefen |
| |  |                      |
| Wuppertal-Oberbarmen–Opladen |  |                      |
| |  |                      |
| |  |                      |
| |  |                      |
| Blombach |  |                      |

Der Schmalenhofer Bach ist ein linker Zufluss des Blombachs, der wiederum in die Wupper mündet.  Der Bach gehört zur nordrhein-westfälischen Großstadt Wuppertal.

## Lage und Topografie
Der Schmalenhofer Bach entspringt auf 302 Meter ü. NN nahe Lichtscheid im westlichen Teil des ehemaligen Wuppertaler Standortübungsplatzes Scharpenacken östlich des Engineering Park Wuppertal (auf dem Gelände der ehemalige Colmarkaserne). Er fließt fern von Wohnbebauung in östliche Richtung durch ein tief ausgeprägtes Kerbtal durch das Gelände des Scharpenacken und nimmt die Zuflüsse Hadberger Siefen, Gleichener Siefen und Scharpenacker Siefen auf. Nach der Unterquerung der Bahnstrecke Wuppertal-Oberbarmen–Opladen mündet der Bach nach ca. zwei Kilometern auf 209 Meter ü. NN in den Blombach.

## Etymologie
Der Name des Bachs leitet sich von dem Schmalenhof ab, eine Hofschaft an dessen Oberlauf, die bei der Anlage des Standortübungsplatzes 1936 aufgelassen wurde. Weitere Wohnplätze und Höfe am Bach waren Schirpkotten und (Schirpkotter) Delle.